# Observatorio Simons
El Observatorio Simons está ubicado en lo alto del desierto de Atacama al norte de Chile, dentro de la Reserva Científica Chajnantor, en una altitud de 5.200 metros. El Telescopio de Cosmología de Atacama (ACT) y el Simons Array se encuentran cerca de este y estos experimentos están realizando observaciones sobre la radiación de fondo de microondas.
El Observatorio Simons ha sido posible gracias a una subvención combinada de $ 40,1 millones de la Fundación Simons y varias universidades participantes. La colaboración es grande y multinacional con más de 250 científicos en más de 35 instituciones alrededor de todo el mundo.

## Objetivos de ciencia
Uno de los objetivos principales del Observatorio Simons son los mapas de polarización del cielo con un orden de magnitud mayor que a la sensibilidad del satélite Planck. Estos permitirán medir mejor los parámetros cosmológicos, pero los mapas también ayudarán en investigaciones de una amplia gama de otras ciencias. Los ejemplos incluyen la lente gravitacional del fondo de microondas, el bispectro primordial y los efectos térmicos y cinemáticos Siunyáiev-Zeldóvich. Al eliminar la señal de polarización del ángulo grande, será posible medir la relación tensor-escalar. Los resultados también proporcionaran un catálogo de 16.000 cúmulos galácticos y más de 20.000 fuentes extragalácticas. Los detalles se han publicado en un documento de previsiones.

## Frecuencias
El CMB alcanza su punto máximo a una frecuencia de 160,3 GHz. A esta frecuencia y justo por debajo de ella, la opacidad atmosférica es baja. Como resultado, la mayoría de los detectores del Observatorio Simons funcionarán entre los 90 hasta 150 GHz. 
Sin embargo, es fundamental para las mediciones sensibles la cobertura en otras frecuencias para eliminar los primeros planos, como las emisiones de nuestra galaxia. Dado que estos primeros planos tienen un espectro diferente al del CMB al utilizar frecuencias más altas y más bajas, es posible separarlos. Los centros de banda exactos utilizados por el Observatorio Simons son 27, 39, 93, 145, 225 y 280 GHz.

## Telescopios
Para lograr una resolución angular lo suficientemente alta para algunos de los objetivos científicos, se necesita un telescopio con una apertura superior a ~ 5 metros. Para reducir los efectos sistemáticos que se convierten en la principal fuente de errores en los mapas de muy bajo ruido, el Observatorio Simons construirá un telescopio de 6 metros e iluminará el espejo primario a 5,5 metros. Al mismo tiempo, otros objetivos científicos requieren muy poco ruido en escalas angulares grandes, algo que un telescopio de 6 metros tendrá dificultades para lograr. Por esta razón, el observatorio Simons también construirá tres telescopios de 0,5 metros y combinará los conjuntos de datos en análisis.

### El Telescopio de Abertura Grande (LAT)
El telescopio de 6 metros de diámetro tiene un diseño Crossed Dragone. A una frecuencia de 90 GHz, tiene un campo de visión de más de 7,8 grados. Actualmente está en construcción por Antennentechnik en Alemania. Este telescopio tiene un diseño idéntico al del telescopio CCAT-prime de mayor frecuencia que también se encuentra en construcción.

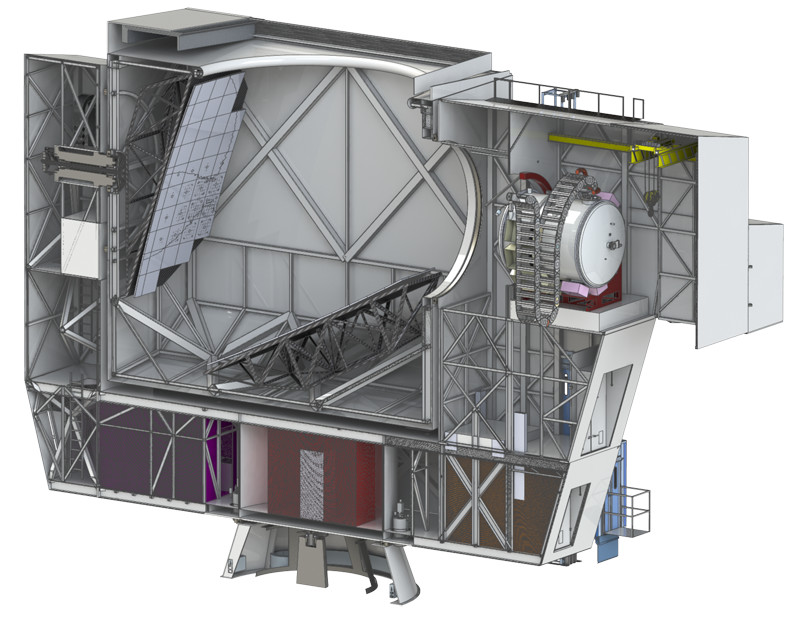
Una sección de cruz a través del Simons Observatorio Telescopio de Abertura Grande que muestra los espejos albergaron en la estructura de elevación. El blanco cyclinder en el correcto es el 2.4 diámetro de metro cryostat.

Los detectores del LAT estarán alojados en un único criostato grande de más de 2,4 metros de diámetro. Esto albergará hasta 13 tubos ópticos que constan de tres lentes de silicio enfriadas (para volver a enfocar la luz del foco secundario del telescopio en los detectores) y una parada Lyot en una imagen del espejo primario (para evitar que la luz parásita de la estructura del telescopio alcance a los detectores). Uno de estos 13 tubos funcionará de entre 27 hasta 39 GHz, cuatro funcionarán de entre 93 hasta los 145 GHz, dos desde los 225 hasta los 280 GHz y el resto de los tubos ópticos están reservados para futuras expansiones. Este criostato será una de las cámaras astronómicas de ondas milimétricas más grandes jamás construidas.

### Los Telescopios de Abertura Pequeña (SATs)
Los telescopios de pequeña apertura son telescopios refractores con 3 lentes de silicio asférico y una placa de media onda giratoria. Cada telescopio tiene un campo de visión de más de 35 grados. Además de poder superar distintos efectos sistemáticos, como la captación de señales del suelo en los lóbulos laterales, es fundamental para la medición de las escalas angulares más grandes, por lo que cada telescopio tiene pantallas que se mueven conjuntamente y se monta dentro de una pantalla de tierra fija que refleja la difracción de las escalas angulares. pantallas al cielo.

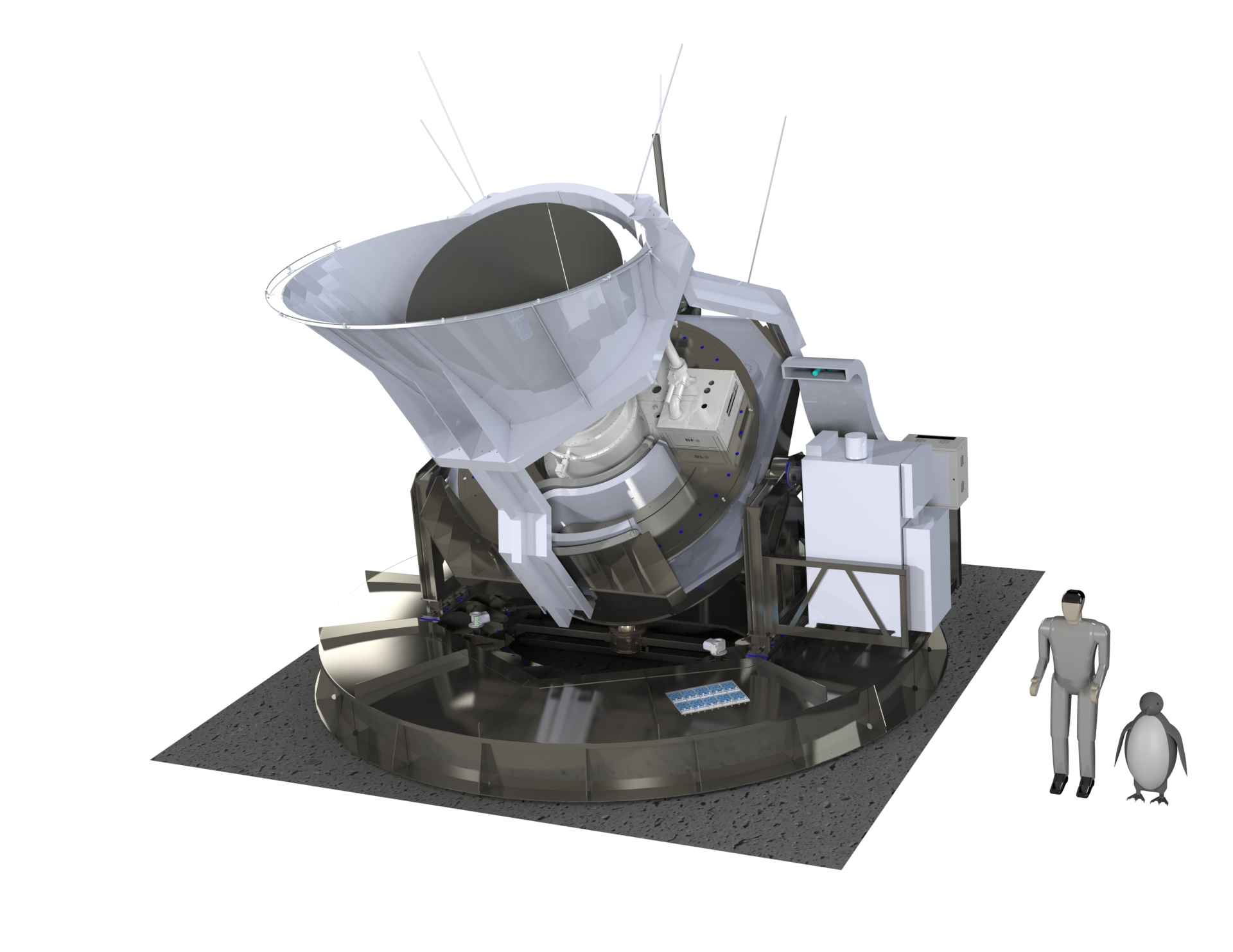
El SENTADO en su monte que muestra el comoving escudo y la electrónica a readout los detectores y el cryogenics necesitó enfriarles a abajo 100mK. El escudo de tierra fijo no es mostrado.

## Detectores
El Observatorio Simons utilizará bolómetros con sensor de borde de transición (TES). Estos dispositivos se enfriarán a 100 mK dentro de criostatos utilizando enfriadores de tubo de pulso para enfriar por debajo de 4 Kelvin y refrigeradores de dilución para las etapas finales de enfriamiento de 1K y 100mK. Aproximadamente 60,000 bolómetros con aproximadamente la mitad en el LAT y el resto en los SAT. Para leer los detectores se utilizará un esquema de multiplexación de microondas.
A noviembre de 2019, ninguno de los 4 telescopios se completó o se encuentran operativos en Chile. Sin embargo, existen diseños finales y la construcción comenzará en breve. Se completó un estudio geológico del sitio del observatorio y se iniciaron los preparativos para la instalación de la infraestructura del sitio (energía, carreteras, Internet, edificios). Se han construido los criostatos de todos los telescopios y se están realizando las primeras pruebas térmicas.